# Collabamba
Collabamba (auch: Kollabamba) ist eine Streusiedlung im Departamento La Paz im südamerikanischen Andenstaat Bolivien.

## Lage im Nahraum
Collabamba liegt in der Provinz Larecaja und ist zentraler Ort im Cantón Collabamba im Municipio Tacacoma. Die Ortschaft liegt auf einer Höhe von 2892 m auf einem Bergrücken im Quellbereich verschiedener Bachläufe, die in nordwestlicher Richtung zum Río Llica hin fließen.

## Geographie
Collabamba liegt östlich des Altiplano in der bolivianischen Königskordillere (Cordillera Real), die wiederum Teil der Cordillera Central ist.
Die mittlere Jahrestemperatur der Region liegt bei 15,5 °C (siehe Klimadiagramm Sorata) und der Jahresniederschlag beträgt knapp 700 mm, begünstigt durch das Aufsteigen warm-feuchter Luftmassen vom Tiefland her. Die Region weist ein ausgeprägtes Tageszeitenklima auf, die Monatsdurchschnittstemperaturen schwanken nur unwesentlich zwischen 13 °C im Juni/Juli und 17 °C im November/Dezember. Die Monatsniederschläge liegen zwischen unter 20 mm in den Monaten Juni bis August und mehr als 100 mm von Dezember bis Februar.

## Verkehr
Collabamba liegt in einer Entfernung von 198 Straßenkilometern nordwestlich von La Paz, der Hauptstadt des gleichnamigen Departamentos.
Von La Paz führt die asphaltierte Nationalstraße Ruta 2 in nordwestlicher Richtung 70 Kilometer bis Huarina, von dort zweigt in nördlicher Richtung die Ruta 16 ab, die nach 23 Kilometern Achacachi erreicht. Kurz hinter Achacachi zweigt nach Nordosten hin eine Landstraße ab, die über Warisata nach etwa 40 Kilometern die Stadt Sorata erreicht. Von dort führt die Straße weiter über Quiabaya nach Tacacoma und weiter über Ananea nach Collabamba.

## Bevölkerung
Die Einwohnerzahl der Ortschaft ist in dem Jahrzehnt zwischen den beiden letzten Volkszählungen um gut ein Sechstel zurückgegangen:
| Jahr | Einwohner         | Quelle       |
| ---- | ----------------- | ------------ |
| 1992 | keine Detaildaten | Volkszählung |
| 2001 | 250               | Volkszählung |
| 2012 | 206               | Volkszählung |
| 2024 |                   | Volkszählung |

Die Region weist einen hohen Anteil an Aymara-Bevölkerung auf, im Municipio Tacacoma sprechen 76,3 Prozent der Bevölkerung Aymara.